# Vid Primožič
Vid Primožič (tudi Vito Primožič), župan občine Sovodnje ob Soči, * 3. november 1936, Gabrje, Kraljevina Italija.

## Življenje in delo
Rodil se je v družini kmeta Stanislava in kmetice Klare Primožič rojene Grilj v Gabrjah, v Občini Sovodnje ob Soči. Obiskoval je šolo v rojstnem kraju in Gorici. V letih 1954−1971 je bil barman v goriški kavarni, nato pa sta z ženo v Gorici na Drevoredu XX. septembra prevzela znano slovensko gostilno Pavlin, v kateri je bilo pravo zbirališče goriških in briških Slovencev.
Primožič je bil leta 1960 med pobudniki obnove prosvetnega društva Skala, kateremu so fašisti prepovedali delovati 1927, in bil do leta 1980 njegov predsednik. Na prvem občnem zboru tržaške Slovenske prosvetne zveze je bil 19. novembra 1960 izvoljen za njenega podpredsednika. To funkcijo je opravljal do leta 1971. Do tega leta je bil tudi član pevskega zbora Kras. V letih 1965−1975 je deloval v sovodenjskem občinskem svetu, po letu 1980 pa je bil več mandatov župan občine Sovodnje.